# 다시 내게로
《다시 내게로》(영어: I Want You Back)는 2022년 아마존 프라임에서 공개된 미국의 로맨틱 코미디 영화이다. 찰리 데이, 제니 슬레이트, 지나 로드리게스, 스콧 이스트우드, 매니 저신토 등이 출연하였다.

## 줄거리
애틀랜타에 사는 30대 피터와 에마는 동시기에 각자의 연애 상대에게 차인다. 피터의 여자친구 앤은 교제 기간이 6년째에 접어들며 현상에 안주하게 된 상황에서 벗어나고 싶어한다. 에마의 남자친구 노아는 에마가 미래 계획이나 책임감 없이 사는 모습에 실망했다는 것이 결별 사유이다. 같은 건물에서 일하는 피터와 에마는 우연히 같은 시각에 계단참에서 울다가 합심하여 함께 노래방에 가면서 친구가 된다.
계속 대화를 이어나가며 서로를 위로하던 두 사람은 각자 상대의 전 애인이 새로 시작한 연애를 깨트려 애인들을 동시에 되찾는다는 계획을 짜낸다. 남자들에게 상당한 인기가 있는 에마는 앤의 새 남자친구 로건을 유혹하고, 이성에게 인기는 없지만 쉽게 호감을 사고 친화력이 좋은 피터는 노아와 친구가 되어 새 여자친구 지니와 헤어지도록 설득한다는 것이다. 곧 두 사람은 실행에 나서고, 피터는 노아를 개인 트레이너로 얻고, 에마는 로건이 근무하는 중학교에서 올리는 뮤지컬 "리틀 숍 오브 호러" 공연 제작에 자원 봉사를 자청한다.

## 출연
- 찰리 데이 - 피터 역
- 제니 슬레이트 - 에마 역
- 스콧 이스트우드 - 노아 역
- 지나 로드리게스 - 앤 역
- 매니 저신토 - 로건 역
- 클라크 바코 - 지니 역
- 루크 데이비드 블룸 - 트레버 역
- 지젤 토레스 - 클로이 역
- 이저벨 메이 - 레이턴 역
- 퀸 쿡 - 테일러 역
- 피트 데이비드슨 - 제이스 역
- 제이미 거츠 - 리타 역
- 딜런 걸룰라 - 리사 역
- 메이슨 구딩 - 폴 역
- 조던 칼로스 - 마크 역
- 벤 매켄지 - 레이턴의 아버지 역